# باژلوک
باژلوک (به لاتین: Bazhluk) یک منطقهٔ مسکونی در روسیه است که در شهرستان کایتاگسکی واقع شده‌است.